# Laguenne-sur-Avalouze
Laguenne-sur-Avalouze – gmina we Francji, w regionie Nowa Akwitania, w departamencie Corrèze. W 2013 roku liczba ludności wynosiła 1650 mieszkańców. 
Gmina została utworzona 1 stycznia 2019 roku z połączenia dwóch ówczesnych gmin: Laguenne oraz Saint-Bonnet-Avalouze. Siedzibą gminy została miejscowość Laguenne. 